# (917) Lyka
(917) Lyka – planetoida z pasa głównego asteroid okrążająca Słońce w ciągu 3 lat i 248 dni w średniej odległości 2,38 au. Została odkryta 5 września 1915 roku w Obserwatorium Simejiz na górze Koszka na Półwyspie Krymskim przez Grigorija Nieujmina. Nazwa pochodzi od przyjaciółki siostry odkrywcy. Przed nadaniem nazwy planetoida nosiła oznaczenie tymczasowe (917) 1915 S4.